# 极兔速递
极兔速递（英語：J&T Express，公司正式名称为PT. Global Jet Express）（港交所：1519）是一家总部位于印度尼西亚的跨国速递物流企业，成立于2015年。

## 历史
极兔速递成立于2015年8月，由中国通讯终端制造商OPPO高管李杰（Jet Li，原OPPO印尼分支负责人）和陈明永（Tony Chen，OPPO创始人之一）共同创建，公司名称“J&T”便是取自二人英文名的首字母，同时也象征着“Jet”（喷气式飞机）和“Timely”（及时）、“Technology”（科技）。
极兔最初在印度尼西亚从事电子产品配送服务，2017年10月开始，宣布转型为电子商务快递，业务先后扩展至马来西亚、越南、菲律宾、泰国、柬埔寨、新加坡等东南亚国家。按包裹量计，极兔为东南亚最大快递运营商，2022年的市场份额达22.5%。
2019年，极兔通过收购上海龙邦快递（后更名为上海极兔快递有限公司）获得中国快递经营资质，并于2020年3月正式进入中国市场。进入中国市场之后，极兔便掀起了一波“价格战”。有媒体报道称，其单票价格要比“四通一达”（申通、中通、圆通、百世汇通、韵达）便宜人民币一至两元。凭借低价策略，极兔在进入中国大陆一年半之后，便占据了中国大陆快递市场8%的份额。2021年12月17日，百世集团发布公告，宣布已完成将中国国内快递业务转让给极兔速递的事宜。双方于2021年10月29日签订最终协议，百世快递的国内业务以68亿元人民币的价格转让给极兔。2023年5月，极兔以11.83亿元人民币收购中国物流巨头顺丰速运旗下的经济型快递“丰网速运”。
2022年，极兔开始逐步进军包括沙特阿拉伯、阿联酋、墨西哥、巴西、埃及在内的中东及拉丁美洲国家的新兴市场。
2023年6月17日，极兔速递向香港交易所提交上市申请。2023年10月27日成功上市，上市首日市值逾1000亿港元。

## 争议
在东南亚多国，极兔的暴力分拣、错误配送等问题不时见诸报端。
在中国，极兔的低价策略也受到部分业者责难。2020年9月起，极兔就不断遭到同行“围剿”，顺丰、韵达、圆通、申通等都发布了有关“封杀极兔速递”的内部文件。2023年10月，国家邮政局市场监管司就快递企业处理场所发生安全生产事故事件对极兔速递进行行政约谈。2024年1月，极兔又因使用重金属超标的不合格集装袋被国家邮政局市场监管司约谈。
2023年7月，经集团监察调查，J&T马来西亚公司四名管理人员存在舞弊问题：四人利用职务之便， 纵容下属截留劳务费用，并收取分成为己谋利，涉嫌触犯马来西亚刑事法律。涉事四人被解除劳动合同，且永不录用。